# Sinagoga de Kippenheim
La sinagoga de Kippenheim en la Ortenau en Baden-Wurtemberg, Alemania, fue construida en 1852 en el estilo neorrománico. Su interior fue devastado durante la noche de los Cristales Rotos de 1938. El monumento fue inaugurado de nuevo en septiembre de 2003.